# Rangeł Gerowski
Rangeł Iwanow Gerowski (bg. Рангел Иванов Геровски; ur. 15 stycznia 1958, zm. 26 kwietnia 2004) – bułgarski zapaśnik walczący w stylu klasycznym. Dwukrotny olimpijczyk. Srebrny medalista z Seulu 1988 i jedenasty w Barcelonie 1992. Startował w kategorii 130 kg.
Pięciokrotny uczestnik mistrzostw świata i czterokrotny brązowy medalista, w 1985, 1987, 1990 i 1991. Cztery razy stawał na podium mistrzostw Europy, pierwszy w 1981. Mistrz świata juniorów z 1979 roku.
- Turniej w Seulu 1988

Pokonał Daniela Payne’a z Kanady, Fabio Valguarnera z Włoch, Romana Wrocławskiego, Al-Haddada z Egiptu i Kazuję Deguchi z Japonii. W walce o złoty medal przegrał z zawodnikiem radzieckim Aleksandrem Karielinem.
- Turniej w Barcelonie 1992

Przegrał z Mattem Ghaffarim z USA i László Klauzem z Węgier i odpadł z turnieju.